# Equinoxe
Equinoxe er titlen på Jean Michel Jarres andet internationale album fra 1978.

## Spor
- Equinoxe, Pt. 1 (2:25)
- Equinoxe, Pt. 2 (5:00)
- Equinoxe, Pt. 3 (5:09)
- Equinoxe, Pt. 4 (6:54)
- Equinoxe, Pt. 5 (3:54)
- Equinoxe, Pt. 6 (3:28)
- Equinoxe, Pt. 7 (7:06)
- Equinoxe, Pt. 8 (4:57)

## Musikere
Jean Michel Jarre (ARP 2600 Synthesizer, EMS Synthi AKS, VCS 3 Synthesizer, Yamaha CS60, Oberheim TVS-1A, RMI Harmonic Synthesizer, RMI Keyboard Computer, ELKA 707, Korg Polyphonic Ensemble 2000, Eminent, Mellotron, ARP Sequencer, Oberheim Digital Sequencer, Matrisequencer 250, Rhythmicomputer, EMS Vocoder)

## Info om albummet
- På Sonys remasterede udgave er der byttet rundt på stereokanalerne. Francis Dreyfus har hævdet, at det er sådan pladen altid har skullet lyde, og at det var den oprindelige udgave, der havde byttet rundt på kanalerne. Det kan man så vælge at tro på eller lade være!